# 新銳動畫
新銳動畫株式會社（シンエイ動画株式会社；亦稱SHIN-EI動畫、新映动画）是以動畫的企劃和製作為主要從事內容的日本企業。朝日電視台旗下子公司。日本動畫協會正式會員。

## 概要
創立於1976年9月。前身是1965年成立的A製制作公司（「SHIN」在日语中讀音與「新」相同，因此「SHIN-EI」有「新A」之意），也是曾身為東映動畫動畫師的楠部大吉郎的一次商業冒險，而公司商標吉祥物「日語：」由與楠部同期一樣東映動畫出身的動畫師大塚康生設計。創社之後由大塚康生、高畑勲、宮崎駿、吉田茂承、小田部羊一等人定期培育採用新人。
作品方面，分別從1979年和1992年開始在電視播出及1980年和1993年起在劇院上映的著名國民動畫系列《哆啦A夢》（第2~3作，即大山版和水田版）、《蠟筆小新》，1980年代藤子不二雄原作改編動畫作品，2002年的《我們這一家》，便出自SHIN-EI動畫。
與電視台合作方面，1979年的哆啦A夢開始與朝日電視台合作。2003年1月，朝日電視台取得SHIN-EI動畫的10%股份。2009年4月朝日電視台已經取得SHIN-EI動畫大部份的持股權。到了2010年10月完全正式成為旗下子公司。
另外在SHIN-EI動畫出身的主要資深動畫師方面，有導演原惠一、湯淺政明、水島努、武藤裕治，人物設計的中村英一和林靜香、演出的本鄉滿等。

## 作品列表

### A製作公司時期

#### 電視動畫系列
- Q太郎（オバケのQ太郎）（TBS，1965年－1967年）
- 彗星公主〔第1期(特攝片)〕（コメットさん）（TBS，1967年－1968年，實寫合成） ※擔任動畫作畫
- 小超人帕門 (1967年黑白電視動畫)（パーマン）（TBS，1967年－1968年）
- 怪物王子（怪物くん）（TBS，1968年－1969年）
- 巨人之星（巨人の星）（讀賣電視台，1968年－1971年）
- 酸梅星王子（ウメ星デンカ）（TBS，1969年）
- 嚕嚕米 (1969年版)（ムーミン）（富士電視台，1969年，第1話至26話）
- 女排No.1（アタックNo.1）（富士電視台，1969年－1971年）
- 珍豪無茶兵衛（日语：珍豪ムチャ兵衛）（TBS，1969年）
- 新Q太郎（新・オバケのQ太郎）（日本電視台，1971年－1972年）
- 天才老爹（日语：天才バカボン）（讀賣電視台，1971年－1972年）
- 鲁邦三世（ルパン三世）（讀賣電視台，1971年）
- 赤胴鈴之助（富士電視台，1972年）
- 根性青蛙（ど根性ガエル）（ABC〔當時TBS系所屬〕，1972年－1974年）
- 荒野の少年イサム（日语：荒野の少年イサム）（富士電視台，1973年－1974年）
- 魔投手（侍ジャイアンツ）（讀賣電視台，1973年－1974年）
- 空手バカ一代（日语：空手バカ一代）（NET〔今朝日電視台〕，1973年－1974年）
- 網球甜心（エースをねらえ!）（MBS〔當時NET系所屬〕，1973年－1974年）
- 黄毛仔（ジャングル黒べえ）（MBS〔當時NET系所屬〕，1973年）
- 柔道讃歌（日语：柔道讃歌）（日本電視台，1974年）
- はじめ人間ギャートルズ（日语：ギャートルズ）（ABC〔播映期間途中從TBS系移籍至NET系〕，1974年－1976年）
- 甘巴的冒險（日语：ガンバの冒険）（日本電視台，1975年）
- 元祖天才老爹（日语：天才バカボン）（日本電視台，1975年－1976年）

※「小超人帕門」、「怪物王子」、「酸梅星王子」則與工作室·零輪班製作。

#### 電影動畫
- 喜劇 站前漫畫 （1966年，東京映畫。實寫合成（擔任動畫作畫））
- 巨人之星（巨人の星）（1969年－1970年，電視動畫再編製版）
- 女排No.1（アタックNo.1）（富士電視台，1970年－1971年，電視動畫再編製版）
- 熊貓家族（パンダコパンダ）（1972年）
- 熊貓家族 下雨天的馬戲團之卷（日语：パンダコパンダ 雨ふりサーカスの巻）（1973年）

### SHIN-EI動畫時期

#### 電視動畫系列

##### 1970年代
| 年份   | 中文名稱                  | 日文名稱   | 播出時間       | 導演                 | 原作類別 | 備註               |
| ------ | ------------------------- | ---------- | -------------- | -------------------- | -------- | ------------------ |
| 1977年 | 好小子                    | おれは鉄兵 | 9月－1978年3月 | 長浜忠夫、吉田茂承   | 漫畫     | 總承包商：日本動畫 |
| 1978年 | 一球さん                  | 一球さん   | 4月－10月      | 福冨博(演出)         | 漫畫     | 總承包商：日本動畫 |
| 1979年 | 日本名作童話系列 赤鳥之心 |            | 2月－7月       | 木下惠介(監修)       |          |                    |
| 1979年 | 哆啦A夢 (大山羨代版)      |            | 4月－2005年3月 | (不在)→原平了→芝山努 | 漫畫     |                    |

##### 1980年代
| 年份   | 中文名稱         | 日文名稱 | 播出時間        | 導演                            | 原作類別 | 備註              |
| ------ | ---------------- | -------- | --------------- | ------------------------------- | -------- | ----------------- |
| 1980年 | 怪物王子         |          | 9月－1982年9月  | 福冨博(演出)                    | 漫畫     | 第2作彩色版本     |
| 1981年 | 忍者哈特利       |          | 9月－1987年12月 | 笹川浩                          | 漫畫     |                   |
| 1982年 | 電子神童         |          | 4月－9月        | 小華和為雄(首席導演)            | 漫畫     | 製作協力:土田製作 |
| 1982年 | 阿福             |          | 11月－1984年3月 | 笹川浩(監修) (演出)             | 漫畫     |                   |
| 1983年 | 小超人帕門       |          | 4月－1985年7月  | 笹川浩(總導演) 原田益次(導演)   | 漫畫     |                   |
| 1984年 | 怪貓豬油糕       |          | 4月－1985年3月  | 葛岡博(演出)                    | 漫畫     |                   |
| 1985年 | Q太郎            |          | 4月－1987年3月  | 笹川浩(總導演) 原田益次(導演)   | 漫畫     | 第3作彩色版本     |
| 1985年 | 高爾夫頑童猿丸   |          | 4月－1988年3月  | 西村純二(首席導演)              | 漫畫     |                   |
| 1987年 | 超人B            |          | 4月－1989年3月  | 笹川浩(總導演) 原田益次(導演)   | 漫畫     |                   |
| 1987年 | 超能力魔美       |          | 4月－1989年10月 | 原惠一                          | 漫畫     |                   |
| 1988年 | 光頭騙子禿丸     |          | 3月－1989年10月 | 八角哲夫                        | 漫畫     |                   |
| 1988年 | 新高爾夫頑童猿丸 |          | 4月－6月        | 西村純二(首席導演)              | 漫畫     |                   |
| 1988年 | 比利犬           |          | 7月－1989年3月  | 笹川浩(總導演) 西村純二(導演)   | 漫畫     |                   |
| 1988年 | 美味大挑戰       |          | 10月－1992年3月 | 竹內啟雄                        | 漫畫     |                   |
| 1989年 | 烏龍少爺         |          | 1月－1992年9月  | 八角哲夫                        | 漫畫     |                   |
| 1989年 | 比利犬商會       |          | 4月－9月        | 笹川浩(總導演) 西村純二(導演)   | 漫畫     |                   |
| 1989年 | 黑色推銷員       |          | 10月－1992年9月 | 白石邦俊(總導演) 米谷良知(導演) | 漫畫     |                   |
| 1989年 | 大耳鼠           |          | 11月－1991年4月 | 本鄉滿                          | 漫畫     |                   |

##### 1990年代
| 年份   | 中文名稱            | 日文名稱            | 播出時間         | 導演                   | 類型 | 備註     |
| ------ | ------------------- | ------------------- | ---------------- | ---------------------- | ---- | -------- |
| 1990年 | ガタピシ            | ガタピシ            | 4月－1991年3月   | 笹川浩                 | 漫畫 |          |
| 1990年 | 藤子不二雄Ⓐの夢魔子 | 藤子不二雄Ⓐの夢魔子 | 7月3日           | 白石邦俊               | 漫畫 |          |
| 1990年 | 八百八町表裏 化粧師 | 八百八町表裏 化粧師 | 10月－1991年4月  | 福冨博                 | 漫畫 |          |
| 1991年 | 妙妙殭屍            |                     | 4月－9月         | 八角哲夫               | 漫畫 |          |
| 1991年 | 21衛門              |                     | 5月－1992年3月   | 原惠一                 | 漫畫 |          |
| 1992年 | 蠟筆小新            |                     | 4月－播出中      | 本鄉滿→原惠一→武藤裕治 | 漫畫 |          |
| 1992年 | さすらいくん        | さすらいくん        | 3月－6月         | 白石邦俊               | 漫畫 |          |
| 1997年 | 忍企鵝真丸          |                     | 7月－1998年3月   | 八角哲夫               | 漫畫 |          |
| 1998年 | 吉本無知子物語      |                     | 10月－1999年11月 | 八角哲夫               | 角色 |          |
| 1999年 | 週刊故事樂園        |                     | 10月－2001年9月  |                        |      | 各話製作 |

##### 2000年代
| 年份   | 中文名稱                               | 日文名稱 | 播出時間        | 導演                                                                 | 類型 | 備註               |
| ------ | -------------------------------------- | -------- | --------------- | -------------------------------------------------------------------- | ---- | ------------------ |
| 2000年 | 激動!改變歷史的男人們 ～動畫靜岡縣史～ |          | 3月             |                                                                      |      | 只在靜岡朝日電視台 |
| 2001年 | 熱帶雨林的爆笑生活                     |          | 4月－9月        | 水島努                                                               | 漫畫 |                    |
| 2002年 | 我們這一家                             |          | 4月－2009年9月  | 大地丙太郎→善聰一郎                                                  | 漫畫 |                    |
| 2005年 | 哆啦A夢 (水田山葵版)                   |          | 4月－播出中     | 善聰一郎（2005－2017） 八鍬新之介（2017－2018） 小倉宏文（2020至今） | 漫畫 |                    |
| 2009年 | 閃亮雙胞胎                             |          | 10月－2010年6月 | 八角哲夫                                                             | 漫畫 |                    |

##### 2010年代
| 年份   | 中文名稱                                | 日文名稱 | 播出時間                                                       | 導演                                                        | 類型     | 備註                         |
| ------ | --------------------------------------- | -------- | -------------------------------------------------------------- | ----------------------------------------------------------- | -------- | ---------------------------- |
| 2010年 | 星際寶貝：神奇大冒險                    |          | 7月－2011年3月                                                 | 八角哲夫(總導演) (導演)                                     | 動畫延伸 |                              |
| 2012年 | 足球騎士                                |          | 1月－9月                                                       | 小倉宏文                                                    | 漫畫     | 製作協力:アセンション        |
| 2012年 | 黑魔女學園                              |          | 4月－2014年2月                                                 | 八角哲夫                                                    | 小說     |                              |
| 2013年 | 忍者哈特利 印度動畫版                   |          | 5月－2017年3月                                                 | 八角哲夫(1-3期導演)→木野雄(第4期導演) 八角哲夫(第4期總導演) | 漫畫     |                              |
| 2014年 | 鄰座同學是怪咖                          |          | 1月－5月                                                       | 武藤裕治                                                    | 漫畫     |                              |
| 2014年 | 電器街的漫畫店                          |          | 10月－12月                                                     | 佐藤昌文                                                    | 漫畫     |                              |
| 2014年 | 怪盜Joker                               |          | 10月－2015年1月 2015年4月－6月 2016年4月－6月 2016年10月－12月 | 寺本幸代                                                    | 漫畫     | 製作協力: VEGA ENTERTAINMENT |
| 2015年 | 新我們這一家                            |          | 10月－2016年3月                                                | 小倉宏文                                                    | 漫畫     |                              |
| 2016年 | TRICKSTER-來自江戶川亂步「少年偵探團」- |          | 10月－2017年3月                                                | 向井雅浩                                                    | 原創     | 與TMS娛樂共同製作            |
| 2017年 | 黑色推銷員NEW                           |          | 4月－6月                                                       | 小倉宏文                                                    | 漫畫     |                              |
| 2017年 | 妖怪公寓的優雅日常                      |          | 7月－12月                                                      | 橋本光夫                                                    | 漫畫     | 製作協力:SynergySP           |
| 2018年 | 擅長捉弄人的高木同學                    |          | 1月－3月                                                       | 赤城博昭                                                    | 漫畫     |                              |
| 2018年 | 閃亮模力小天才                          |          | 1月－2020年3月                                                 | 木村隆一                                                    | 原創     | 與OLM共同製作                |
| 2019年 | 少年阿貝 GO! GO! 小芝麻（第4期）        |          | 4月－12月                                                      | 近藤信宏                                                    | 漫畫     | 與studio Palette共同製作     |
| 2019年 | 擅長捉弄人的高木同學 2                  |          | 7月－9月                                                       | 赤城博昭                                                    | 漫畫     |                              |

##### 2020年代
| 年份   | 中文名稱                     | 日文名稱  | 播出時間        | 導演                          | 類別   | 備註                                  |
| ------ | ---------------------------- | --------- | --------------- | ----------------------------- | ------ | ------------------------------------- |
| 2020年 | 八男？別鬧了！               |           | 4月－6月        | 三浦辰夫                      | 輕小說 | 製作協力:SynergySP                    |
| 2020年 | 水豚君                       |           | 10月－2021年3月 | 月見里智弘                    | 角色   | 與Lesprit共同製作                     |
| 2021年 | PUI PUI 天竺鼠車車           |           | 1月－3月        | 見里朝希                      | 原創   | 與Japan Green Hearts共同製作 定格動畫 |
| 2021年 | 這個美妙的世界 The Animation |           | 4月－6月        | 市川量也                      | 遊戲   | 與DOMERICA共同製作                    |
| 2021年 | 真白之音                     |           | 4月－6月        | 赤城博昭                      | 漫畫   |                                       |
| 2021年 | 冰冰冰 冰淇淋君              |           | 4月－6月        | 松村樹里亞                    | 原創   | 與TIA共同製作                         |
| 2022年 | 擅長捉弄人的高木同學3        |           | 1月－3月        | 赤城博昭                      | 漫畫   |                                       |
| 2022年 | 杜鵑婚約                     |           | 4月－10月       | 赤城博昭（總導演） 白幡良志之 | 漫畫   | 與SynergySP共同製作                   |
| 2022年 | 奇米萌 CHIMIMO               |           | 7月－9月        | ぴのあると                    | 原創   |                                       |
| 2022年 | 冰冰冰 冰淇淋君2             |           | 7月－9月        | 松村樹里亞                    | 原創   | 與TIA共同製作                         |
| 2023年 | 我內心的糟糕念頭（第1期）    | （第1期） | 4月－6月        | 赤城博昭                      | 漫畫   |                                       |
| 2023年 | 聖魔大戰 BIKKURI-MEN         |           | 10月－12月      | 月見里智弘                    | 貼紙   | 動畫製作:Lesprit                      |
| 2024年 | 我內心的糟糕念頭（第2期）    | （第2期） | 1月－3月        | 赤城博昭                      | 漫畫   |                                       |
| 2024年 | 休假的壞人先生               |           | 1月－3月        | 小高義規                      | 漫畫   | 與SynergySP共同製作                   |
| 2024年 | 治癒魔法的錯誤使用法         |           | 1月－3月        | 緒方隆秀                      | 輕小說 | 與Studio Add共同製作                  |

#### 電視動畫特別篇
- 哆啦A夢・Q太郎・小超人帕門（日语：ドラ・Q・パーマン）（1980年，哆啦A夢特集播放）
- 怪物王子（怪物くん）（1981年－1982年）／t
- 高爾夫球手猿（日语：プロゴルファー猿）（1982年）
- 三國志（日语：三国志 (日本テレビ)）（1985年）／t
- Mr.ペンペン（日语：Mr.ペンペン）（1986年）／t
- （1986年）／t
- （1986年）／t
- （1992年）
- 美味大挑戰 究極對至高長壽料理對決（1992年）
- （1992年）
- （1993年）
- （1993年）
- 美味大挑戰 日本米戰爭（美味しんぼ 日本コメ戦争）（1993年）
- 景山民夫のダブルファンタジー（日语：景山民夫のダブルファンタジー）（1994年）
- 中崎タツヤスーパー ギャグシアター（日语：中崎タツヤスーパー ギャグシアター）（1994年）
- 戰争童話集（日语：戦争童話）系列（※2002年～2006年・2008年野坂昭如原作。2007年與2009年為原創作品）
  - ウミガメと少年（日语：ウミガメと少年）（2002年）
  - 凧になったお母さん（日语：凧になったお母さん）（2003年）
  - 小さい潜水艦に恋をしたでかすぎるクジラの話（日语：小さい潜水艦に恋をしたでかすぎるクジラの話）（2004年）
  - ぼくの防空壕（日语：ぼくの防空壕）（2005年）
  - 焼跡の、お菓子の木（日语：焼跡の、お菓子の木）（2006年）
  - ふたつの胡桃（日语：ふたつの胡桃）（2007年）／t
  - キクちゃんとオオカミ（日语：キクちゃんとオオカミ）（2008年）
  - 青い瞳の女の子のお話（日语：青い瞳の女の子のお話）（2009年）
- 白色戀人（白い恋人）（2006年12月23日在北海道電視台/2007年2月10日在BS朝日）

#### OVA
- 哈雷小子系列（ジャングルはいつもハレのちグゥ）
  - 哈雷小子 電視動畫精華版（200x年） 其後收錄在DVD特典映像版
  - 哈雷小子 DELUXE （2002年－2003年）
  - 哈雷小子 FINAL （2003年－2004年）

#### 網路動畫
- （2010年）
  -  ／t
  - 西武鉄道駅員タコちゃん（日语：〜特命!沿線ご案内係〜「西武鉄道駅員タコちゃん」）－離本社較近的車站田無站，描寫新人站員在舞台上的奮闘。與西武鐵道合作。／t[6]
- 動畫心療系（2015年，For All名義[7]）
- NULL & PETA（2019年）

#### 電影動畫
- 電影版哆啦A夢系列（映画ドラえもんシリーズ）（1980年－2004年／2006年－）／t
- 21衛門 歡迎來到宇宙（21エモン 宇宙へいらっしゃい!）（1981年）／t
- 哆啦A夢 我是桃太郎的什麼呢？（ドラえもん ぼく、桃太郎のなんなのさ）（1981年）
- 怪物王子（怪物くん）（1982年）／t
- 忍者哈特利（忍者ハットリくん）（1982年－1983年）／t
- 小超人帕門（パーマン）（1983年、2003年－2004年）／t
- 忍者哈特利+小超人帕門 超能力大戰（日语：忍者ハットリくん+パーマン 超能力ウォーズ）（1984年）
- 忍者哈特利+小超人帕門 電影版第2部(暫譯)（日语：忍者ハットリくん+パーマン 忍者怪獣ジッポウVSミラクル卵）（1985年）
- 高爾夫球手猿（日语：プロゴルファー猿）（1985年－1988年）／t
- Q太郎（オバケのQ太郎）（1986年－1987年）
- 赤足小子（はだしのゲン）（動畫協力，1986年）
- 超能力魔美 星空上的跳舞娃娃（エスパー魔美 星空のダンシングドール）（1988年）／t
- ウルトラB ブラックホールからの独裁者B・B！（日语：ウルトラB）（1988年）
- 県立海空高校野球部員山下たろーくん（日语：県立海空高校野球部員山下たろーくん）（1988年）
- 哆啦美（ドラミちゃん）（1989年、1991年、1993年－1994年）／t
- 大耳鼠：繪里活動大寫真（チンプイ エリさま活動大写真）（1990年）／t
- 21衛門：去宇宙吧！赤脚公主（21エモン 宇宙（そら）いけ!裸足のプリンセス）（1992年）／t
- 電影版蠟筆小新系列（映画クレヨンしんちゃんシリーズ）（1993年－）／t
- 酸梅星王子 電影版(暫譯)（ウメ星デンカ 宇宙の果てからパンパロパン!）（1994年）／t
- 哆啦A夢七小子（ザ・ドラえもんズ）（1996年－2002年）／t
- 哆啦A夢 感動系列（ドラえもん 感動シリーズ）（1998年－2002年）／t
- 我們這一家電影版（映画 あたしンち）（2003年）／t
- 河童之夏（河童のクゥと夏休み）（2007年）
- 我們這一家3D電影版 超能力花媽（劇場版3D あたしンち 情熱のちょ～超能力♪ 母 大暴走!）（2010年）
- パロルのみらい島（日语：パロルのみらい島）（2014年）
- STAND BY ME 哆啦A夢（STAND BY ME ドラえもん）（與白組、ROBOT共同製作，2014年）
- STAND BY ME 哆啦A夢 2（STAND BY ME ドラえもん2）（與白組、ROBOT共同製作，2020年）
- 劇場版 擅長捉弄人的高木同學（劇場版 からかい上手の高木さん）（2022年）
- 窗邊的小荳荳（窓ぎわのトットちゃん）（2023年）

#### 製作協力
- 哆啦A夢(日本電視台版)（總承包商：日本電視台動畫，1973年）*A製作時期
- 野球狂之詩（日语：野球狂の詩）（總承包商：日本動畫，1977年）
- 天真與閃電（總承包商：TMS/3×Cube，2016年，企劃協力）
- SUPER SHIRO（日语：SUPER SHIRO）（總承包商：Science SARU，2019年，企劃、製作、各話製作協力）
- 鈴芽之旅（總承包商：CoMix Wave Films，2022年，製作協力）

#### 其它
- （1977年，櫻映畫社，雪印乳業PR用映畫。原案：手塚治虫）
- 哆啦A夢的交通安全教育喔（交通安全だよドラえもん）（1981年，防災安全教育動畫（日语：安全教育アニメ））
- 忍者哈特利的交通安全教育是也（交通安全でござる忍者ハットリくん） （1983年，防災安全教育動畫）
- 忍者哈特利的交通安全教育是也 [Part2]（1989年，防災安全教育動畫）
- 財津和夫（日语：財津和夫） （1997年，NHK）
- 「西東京市誕生10周年事業吉祥物」（與西東京市共同創設）
- BALLAD 無名的戀曲（2009年，製作委員會參加）
- PUI PUI 天竺鼠車車 駕訓班篇（2022年，授權擔當）

## 關連項目
- 日本動畫工作室列表